# サイレンサー (プロレスラー)
サイレンサー（Silencer、1981年3月25日 - ）は、日本のプロレスラー。総合格闘家。

## 来歴

### パンクラス
パンクラスに練習生として入門し、パンクラス東京道場所属として2000年12月9日、青森県武道館においての石川英司戦でプロデビュー。同期には北岡悟などがいる。2001年、ネオブラッドトーナメントでは岩崎英明に敗北し1回戦負け。2002年1月に横浜道場と統合され「パンクラスism(イズム)」所属となる。U-FILE CAMP主催STYLE-Uに参戦するなど試行錯誤するが11月30日、横浜文化体育館で岡見勇信に2R判定負けするなど、なかなか勝てない日々が続く。2003年まで3年連続でネオブラッドトーナメントに出場しているが、いずれも1回戦負け。
2003年12月30日をもってパンクラスから解雇。その後3か月アメリカ武者修行の旅に出る。
2006年4月の「DEEP24」に参戦。約3年ぶりの復帰戦となった。
再び格闘技を離れるが、2011年にリバーサルジム横浜グランドスラムに一般会員として入会。2011年5月22日「ZST.28」でリングネームをNAKADAIと改めリング復帰
。

### シアタープロレス花鳥風月
2017年7月23日、シアタープロレス新潟花鳥風月で矢郷良明率いるTEAM OVER KILLの一員としてリングネームのみが明らかにされ、当日に中台がサイレンサーであることが明らかになった。矢郷＆中川達彦をパートナーに、梅沢菊次郎＆山本裕次郎、シンゲンタイガー戦でプロレスデビュー。プロレスデビューのために筋力増量を含む肉体改造を行っている。
12月30日、中台戦とリングネームを再度改め、ハードヒット・新木場大会で中村大介と対戦。
2020年12月27日、ハードヒット・新木場大会で中台戦デビュー20周年記念試合として本田竜輝と対戦。時間切れ引き分けとなった。

## 人物
- パンクラス時代から頭にサメの入れ墨をしており、退団後は胸や腕にもタトゥーを施し、現在は腹部にもサメの絵柄を入れている。
- 11・30横浜文化体育館での獣神サンダー・ライガーｖｓ鈴木みのる戦に反発した選手も多い中、理解を示した出場選手の一人である[8]。
- プロレス転向以降の得意技はハイアングル・チョークスラム[9]、膝蹴り[9]。

## 戦績

### プロ総合格闘技
| 総合格闘技 戦績 | 総合格闘技 戦績 | 総合格闘技 戦績 | 総合格闘技 戦績 | 総合格闘技 戦績 | 総合格闘技 戦績 | 総合格闘技 戦績 |
| --------------- | --------------- | --------------- | --------------- | --------------- | --------------- | --------------- |
| 22 試合         | (T)KO           | 一本            | 判定            | その他          | 引き分け        | 無効試合        |
| 6 勝            | 4               | 0               | 2               | 0               | 3               | 0               |
| 13 敗           | 5               | 6               | 1               | 1               | 3               | 0               |

| 勝敗 | 対戦相手           | 試合結果                    | 大会名                                          | 開催年月日     |
| △    | シバター           | 5分2R終了                   | ZST.43－旗揚げ12周年記念大会－                  | 2014年11月23日 |
| ×    | 佐々木誠           | 1R 0:21 KO                  | ZST 39                                          | 2014年2月9日   |
| △    | イケ・クリス       | 5分2R終了                   | ZST 37                                          | 2013年9月23日  |
| ○    | 菱沼郷             | 5分2R終了 2-0               | ZST 35                                          | 2013年4月7日   |
| ×    | カン・ジョンミン   | 1R 2:54 チョークスリーパー  | ZST 33 - 10th Anniversary                       | 2012年11月23日 |
| ○    | 秋田智哉           | 1R 0:43 TKO                 | ZST - Battle Hazard 6                           | 2012年7月16日  |
| ×    | 伊藤博之           | 不戦敗                      | ZST 29                                          | 2011年9月11日  |
| ×    | 伊澤寿人           | 1R 0:43 KO                  | Rings - Battle Genesis Vol. 9                   | 2011年1月22日  |
| △    | モリス・シェルトン | 5分2R終了                   | FIGHTING NETWORK～ZST.28                        | 2011年5月22日  |
| ×    | 岩瀬茂俊           | 1R 3:25 TKO                 | DEEP 29                                         | 2007年4月13日  |
| ○    | THE NOBO-ROCK      | 1R 1:57 TKO                 | DEEP 26                                         | 2006年10月10日 |
| ×    | 小池秀信           | 2R 2:43 三角絞め            | club DEEP                                       | 2006年7月8日   |
| ○    | 宮本優太朗         | 1R 3:14 TKO                 | DEEP 24                                         | 2006年4月11日  |
| ×    | 奥田正勝           | 延長R 0:43 KO               | パンクラス                                      | 2002年7月27日  |
| ×    | 中村大介           | 1R 2:54 腕ひしぎ十字固め    | GCM「DEMOLITION」お台場スタジオドリームメーカー | 2002年2月23日  |
| ×    | 岡見勇信           | 5分2R終了 判定0-3           | パンクラス                                      | 2002年11月30日 |
| ×    | 鈴木雅史           | 2R 1:03 KO                  | パンクラス                                      | 2002年7月28日  |
| ×    | 大久保一樹         | 3R 0:57 膝固め              | U-FILE CAMP主催STYLE-U Style-Uルール            | 2002年6月22日  |
| ×    | 岩崎英明           | 1R 1:40 チョークスリーパー  | パンクラス                                      | 2001年7月29日  |
| ○    | 生方一             | 1R 0:49 KO                  |                                                 | 2001年5月5日   |
| ○    | 菊地一仁           | 5分2R終了 判定2-1           | パンクラス                                      | 2001年2月4日   |
| ×    | 石川英司           | 8分42秒、腕ひしぎ逆十字固め | パンクラス                                      | 2000年12月9日  |